# Rupela gaia
Rupela gaia là một loài bướm đêm trong họ Crambidae.